# Nesciothemis
Genre
Nesciothemis est un genre de libellules de la famille des Libellulidae (sous-ordre des Anisoptères, ordre des Odonates).

## Liste des espèces
Selon GBIF (15 mars 2024) :
- Nesciothemis farinosa (Förster, 1898) - espèce type[3]
- Nesciothemis fitzgeraldi Longfield, 1955
- Nesciothemis fitzgeraldi Pinhey, 1956
- Nesciothemis minor Gambles, 1966
- Nesciothemis nigeriensis Gambles, 1966
- Nesciothemis pujoli Pinhey, 1971

## Classification
Le nom valide complet (avec auteur) de ce taxon est Nesciothemis Longfield (d), 1955,.

## Publication originale
- (en) C. Longfield, « The Odonata of N. Angola. Part I », Publicações culturais da Companhia de Diamantes de Angola, vol. 27,‎ 1955, p. 11-63 (ISSN 0870-614X, OCLC 716146736, lire en ligne).